# Леонов Леонід Максимович
Леонов Леонід Максимович (псевдо рос. Максим Лаптев, рос. Лапоть, рос. Лаев; 19 (31) травня 1899 року, Москва — 8 серпня 1994 року, Москва) — російський письменник. З осені 1929 року був головою Всеросійського союзу радянських письменників, членом редакції Історії громадянської війни. Член Комітету з перебудови літературних організацій. Член Спілки письменників СРСР і Президії правління Спілки письменників СРСР з моменту її створення (1934). Обирався членом правлінь Спілки письменників СРСР та Спілки письменників РРФСР всіх скликань, секретарем Спілки письменників СРСР (з 1958).
Герой Соціалістичної Праці. Академік АН СРСР з 1972 року. Заслужений діяч мистецтв РРФСР (1949). Депутат Верховної Ради СРСР II-VII скликань, народний депутат СРСР від Спілки письменників СРСР (1989—1991). Член Вищої творчої ради Спілки письменників Росії (з 1994).

## Біографічні відомості
Син російського селянського поета і журналіста Максима Леоновича Леонова.
У 1909 році закінчив Петровсько-М'ясницьке міське училище, а в 1918 році закінчив зі срібною медаллю 3-ю Московську гімназію. Виховувався в релігійно-патріархальній сім'ї діда, що був дрібним торговцем, але неодноразово бував у батька в Архангельську, де й були опубліковані його перші вірші, рецензії та нариси.
З 1920 року — в Червоній армії, проходив навчання в артилерійській школі. Брав участь у боях на Південному фронті. Під час Громадянської війни працював у фронтових та армійських газетах в Одесі й Катеринославі. Після демобілізації повернувся до Москви, де почав друкувати в газеті «Червоний воїн» вірші і статті на злободенні теми. Вечорами Леонов працював слюсарем у невеликій майстерні.

## Творчість
Перші прозові твори Леонова — оповідання «Бурига» (1922), «Загибель Єгорушки», «Туатамур» (обидва — 1924), «Халіль» (1925), повісті «Петушихінський пролом» (1923), «Кінець дрібної людини», «Записи деяких епізодів, зроблені в місті Гогулеві Андрієм Петровичем Ковякіним» (обидві — 1924) написані в стилі так званої орнаментальної прози.

### «Борсуки»
У романі «Борсуки» (1925) Леонов показав драматичні події в селі під час революції. Цей роман — велике епічне полотно, що реалістично зображує драматичні епізоди революційної боротьби на селі. Ненависть до міщанського побуту, до власницької психології, прекрасне знання національного колориту і дореволюційного побутового укладу своєрідно проявилися в «Борсуках» у яскравих образах московських торговців, ремісників, куркулів, сільських шукачів правди. Основна ідея роману — неминучість поразки патріархальщини прозвучала переконливо, історично прогресивно. Мовна майстерність, точність композиції, захопливість сюжету допомогли «Борсукам» зайняти помітне місце в тогочасній російській прозі.
Реалізм і майстерність автора були високо оцінені Максимом Горьким й Анатолієм Луначарським.

### «Злодій»
Складні соціально-філософські та морально-психологічні проблеми порушені Леоновим в романі «Злодій» (1928, нова редакція 1958—1959). Його матеріалом став «екзотичний» світ соціального дна, а героями — злодії, вбивці, грабіжники, процвітаючі непмани, зникаючі з лиця землі «колишні люди». Роман щиро і талановито висловив розгубленість молодого письменника перед обличчям міщанина-власника, що відродився після революції, пошляка-обивателя.

### «Російський ліс»
Видатним надбанням російської літератури ХХ століття став роман Леонова «Російський ліс» (1953; Ленінська премія, 1957) — натхненний виступ на захист природних багатств вітчизни. В ньому пристрасно звучать теми патріотизму, моралі, виховання, простежується зв'язок поколінь. У романі виявилися найголовніші риси таланту Леонова: глибина філософського мислення, висока інтелектуальність, художня майстерність, уміння побудувати складну і водночас струнку композицію. Усе це сусідить тут з тонкістю психологічного аналізу, мальовничістю форми, виключним багатством мови. Дія роману відноситься до років війни, але в той же час описує і передреволюційну епоху. Розповідь про два напрямки в лісовій науці, про два типи радянських вчених перетворюється під пером Леонова в пристрасну сповідь художника про його власне розуміння патріотичного боргу, про особливості національного характеру, моральність людини майбутнього. У «Російському лісі» знаходять завершення пошуки Леонова нової форми роману, де поряд з мальовничим і психологічно точним відтворенням реалістичних характерів, побуту, природи, великого значення набувають поетичні образи-символи, що містять концентровану авторську думку. Такий узагальнюючий образ російського лісу — сфера діяльності героїв, естетичне середовище їхнього духовного формування, комора природних багатств країни, символічний вираз душевної краси і сили народу.

### Інші твори
Тема соціальних перетворень, проблеми науки, морально-етичні шукання, трагедії людей у складних умовах 1920-х — 1930-х років досліджуються у романах «Соть» (1930), «Скутаревський» (1932), «Дорога на Океан» (1936). Драматичні колізії 1930-х відображено в повісті про російську еміграцію «Evgenia Ivanovna» (1938, опубліковано 1963), п'єсах «Вовк», «Половчанські сади» (обидві — 1938), «Хуртовина» (1940, опубліковано 1963), «Звичайна людина» (1941). Події Другої світової війни Леонов відтворив у повісті «Взяття Великошумська» (1944), п'єсах «Навала» (1942; Сталінська премія, 1943; друга редакція 1964) та «Льонушка» (1943), художньо-публіцистичних статтях і нарисах. Складні морально-етичні проблеми порушено у комедії «Золота карета» (1946; друга редакція 1955, третя редакція 1964), яка свого часу зазнала гострої критики, знімалась з репертуару театрів; у процесі тривалої роботи п'єса була перероблена.
Проза Леонова видавалася у перекладах на азербайджанську, англійську, вірменську, білоруську, болгарську, угорську, італійську, казахську, іспанську, латиську, литовську, молдавську, німецьку, словацьку, татарську, українську, французьку, хінді, чеську та інші мови.
Окремі твори Леонова було екранізовано.

### Фантастика у творчості Леонова
Фантастика у творчості автора представлена розрізненими і незавершеними різножанровими творами, які показують прагнення «живого класика» радянської літератури вийти за канонічні рамки соцреалізму.
Письменник створив яскраві образи утопії в романі «Дорога на Океан».
Роздуми письменника про війну і мир, про взаємну відповідальність людей в атмосфері атомної небезпеки висловилися в кіносценарії «Втеча містера Мак-Кінлі» (1961; Державна премія СРСР, 1977). У цьому сатиричному памфлеті з наочністю плаката і в той же час з великою психологічною проникливістю показується механізм політики «холодної війни», а також пов'язаних з нею глобальної наживи та атмосфери страху
.
У 1994 році виходить у світ останній роман письменника «Піраміда», над яким він працював з початку 1940-х, так і не довівши його до кінця і видавши незакінченим. Цей роман підводить підсумки і власної творчості Леонова, і всієї реалістичної літератури XX століття. У ньому з особливою виразністю проявилося прагнення Леонова поєднати у своїй творчості наукову картину світу з теологічною, відтворити шлях розвитку цивілізації, пояснити суть історичних катаклізмів Росії. Роман овіяний трагічними передчуттями, есхатологічними настроями, відчуттям тривоги і смутку. Він складний для сприйняття, бо в ньому багато сюжетних ліній, героїв, що належать як до світу реальності, так і інфернальної сфери, багато непростих асоціацій, спеціальної (наукової, містичної, богословської) термінології. Роман містить часові зміщення, складні діалоги персонажів, філософські роздуми про минуле і майбутнє людства.
Твори автора включалися в відомі спеціалізовані антології фантастики.

## Публіцистична і громадська діяльність
Як громадський діяч і публіцист Леонов неодноразово виступав проти загрози нової війни. У 1948 році він брав участь у Всесвітньому конгресі діячів культури на захист миру у Вроцлаві, в 1949 році — у Всесоюзній конференції прихильників миру в Москві.
Інші теми публіцистики Леонова — велич російської культури та охорона рідної природи.
Леонов був заступником голови Всеросійського товариства озеленення. Також був членом редакційних колегій журналів «Роман-газета» і «Наука і життя».
Публіцистика Леонова склала авторські збірки «Статті воєнних літ» (1946), «В наші роки» (1949), «Література і час» (1964), «Літературні виступи» (1966) і «Роздуми біля старого каменя» (1987).

## Леонов і Україна
У довоєнні роки в УРСР твори Леонова (російською мовою) вийшли тиражем 55 тисяч примірників.
У листопаді 1943 року Леонов приїжджав у звільнений Київ, виступав перед військами Першого українського фронту, перебував у танкових з'єднаннях маршала Рибалко.
У ряді творів Леонова порушується українська тема (стаття «Роздуми біля Києва», 1943; повість «Взяття Великошумська», 1944). П'єси Леонова «Золота карета», «Навала», «Звичайна людина» ставили в театрах Києва, Ужгорода, Донецька, Запоріжжя. У квітні 1940 та грудні 1972 року Дніпропетровський драматичний театр ставив п'єсу «Заметіль» і письменник приїжджав до міста на прем'єру.
Окремі твори Леонова переклали Д. Бобир, О. Кундзіч, Ю. Костюк.

## Інше
У 1990 році підписав «Лист 74-х», спрямований проти політики «пєрєстройкі».
Останні 20 років, з 1974 до 1994 року, Леонід Леонов жив на Великій Нікітській вулиці Москви. Помер уві сні 8 серпня 1994 року незабаром після публікації головної праці свого життя, величезного за обсягом роману «Піраміда», над яким працював 45 років. Похований на Новодівочому кладовищі.

## Нагороди
- Ордени Леніна (шестикратно)
- Ордени Жовтневої Революції (двічі)
- Ордени Трудового Червоного Прапора (двічі)
- Ордени Вітчизняної війни І ступеню (двічі)
- Орден Дружби народів
- медаль «За перемогу над Німеччиною»
- медаль «В пам'ять 800-річчя Москви»
- золота медаль «Серп і Молот»
- Сталінська премія І ступеню (1943)
- Ленінська премія (1957)
- Державна премія СРСР (1977)
- премія ім. Л. М. Толстого (1993)

## Твори Леонова
- Леонид Леонов. Собрание сочинений в десяти томах. — М.: Художественная литература, 1981—1984[19].

## Вибрана література
1. Богуславская 3. Б. Леонид Леонов. — М. : Советский писатель, 1960. — 368 с.
2. Зленко Г. Пятьдесят одесских дней Леонида Леонова. — Вечерняя Одесса. — 1979. — 11 декабря.
3. Ковалев В. А. Леонид Леонов — сотрудник красноармейских газет (1920—1922). — В кн.: Вопросы советской литературы, т. 1 / Под ред. В. А. Десницкого и А. С. Бушмина. — М.: Изд-во АН СССР, 1953, с. 58—63.
4. Ковалев В. А. Творчество Леонида Леонова. К характеристике творческой индивидуальности писателя. — М.; Л.: Изд-во Академии наук, 1962. — 319 с.
5. Крук И. Т. Леонид Леонов: очерк творчества. — К.: Вища школа: Изд-во при Киев, ун-те, 1985. — 207 с.
6. Малиновська М. Ю. Древо дружби: Л. Леонов і Україна. — К.: Рад. письменник, 1979. — 243 с.
7. Мировое значение творчества Леонида Леонова / Под ред. В. А. Ковалева. М.: Современник, 1981. — 367 с.
8. О Леонове. Под ред. В. Чивилихина. — М.: Современник, 1979. — 272 с.
9. Михайлов О. Н. Мироздание по Леониду Леонову. Личность и творчество: очерк. — М.: Советский писатель, 1987. — 272 с.
10. Прилепин З. Леонид Леонов: Игра его была огромна. — М.: Молодая гвардия, 2010. — 576 с. — (Жизнь замечательных людей). — ISBN 978-5-235-03318-4
11. Финк Л. А. Уроки Леонида Леонова. Творческая эволюция. — М.: Советский писатель, 1973. — 438 с.
12. Старикова Е. В. Леонид Леонов: очерки творчества. — М.: Художественная литература, 1972. — 336 с.
13. Щеглова Г. Н. Жанрово-стилевое своеобразие драматургии Леонида Леонова. — М.: Советский писатель, 1984. — 239 с.